# 홋카이도·산리쿠 해역 후발지진 주의 경보

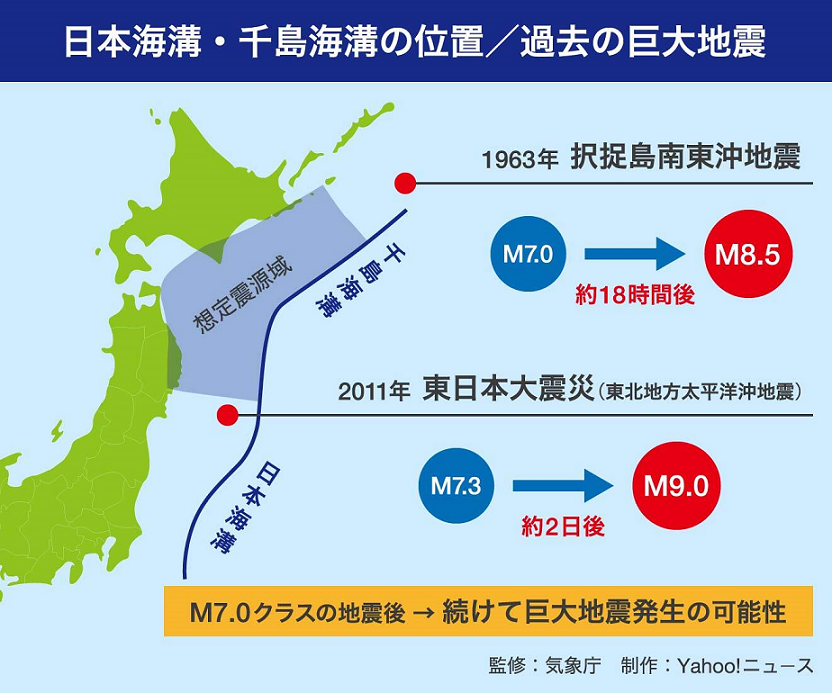
일본 해구·쿠릴 해구에서의 후발지진 발생 사례

홋카이도·산리쿠 해역 후발지진 주의 경보(일본어: 北海道・三陸沖後発地震注意情報 홋카이도산리쿠오키코하쓰지신추이조호[*], Off the Coast of Hokkaido and Sanriku Subsequent Earthquake Advisory)는 일본 내각부 및 일본 기상청이 쿠릴 해구와 일본 해구를 따라 발생할 수 있는 거대지진 발생 가능성이 높아질 경우에 발표하는 주의 정보이다. 2022년 12월 16일 운용을 시작했다.

## 배경
쿠릴 해구와 일본 해구에서는 모멘트 규모(Mw)7~9급의 지진이 다수 발생하며 대표적인 지진으로 2011년 도호쿠 지방 태평양 해역 지진, 1896년 메이지 산리쿠 지진, 869년 조간지진 등 거대 쓰나미를 일으키는 지진이 반복해서 일어나고 있으며 이를 "일본해구·쿠릴해구 주변 해구형지진"이라 부른다. 2020년 4월 일본 정부의 중앙방재회의가 설치한 워킹그룹의 추정에 따르면 최악을 가정할 때 일본 해구 지진으로 약 19만 9천명, 쿠릴 해구 지진으로 약 10만명의 사망자가 발생한다고 추정된다. 이런 피해 경감을 위해 갑작스런 거대지진 발생을 가정한 평상시의 대비 외에도 확률은 낮지만 규모 Mw7급의 지진 발생 후에 규모 Mw8급 이상의 후발 지진이 발생하는 사례를 가지고 이 사례에 대해 주의를 환기해야 할 필요성이 계속 나오고 있었다.
2022년 11월 8일 일본 내각부는 이 조언을 받아 정보 전달 방식에 대해 검토해 온 검토회의 보고서 및 보고를 받아 방재 대응 가이드라인을 공표했다.

## 정보 내용 및 발신 조건
홋카이도·산리쿠 해역 후발지진 주의 경보(이하 주의경보)는 일본 해구 및 쿠릴 해구를 따라 일어나는 거대지진의 상정진원역(산리쿠·히다카 해역 및 도카치·네무로 해역) 및 그 영역에 영향을 주는 외측 지역에서 규모 Mw7.0 이상의 지진(선발지진)이 발생할 경우 발신된다. 외측 지역의 범위는 선발지진의 규모에 따라 변하며 Mw7.0이면 외측 약 50 km 이내, Mw8.5의 경우 약 250 km 이내가 된다.
일본 기상청은 지진 발생으로부터 15분에서 2시간 정도가 지나 일정한 정밀도의 모멘트 규모가 계산된 상황에서 위의 조건을 만족하는지 판단하고 만족하는 경우 내각부·기상청 합동 기자회견을 열어 주의정보를 발표한다. 또한 선발지진의 진도가 크거나 예상되는 쓰나미 높이가 높은 경우 선발지진에 대한 정보 발표나 기상청 기자회견이 우선 열린다. 합동 기자회견에서 기상청에서는 상정한 진원역의 대지진 발생 가능성이 평상시에 비해 상대적으로 높아졌으며, 같은 규모의 경우 후발지진 발생 확률을 해설한다. 내각부에서는 주의정보 발신시 방재 대응을 해야 할 지역(이하 대상지역)에 대해 1주일 정도는 거대지진 발생을 주의해야 한다고 당부하고, 주의정보를 받아 취해야 할 방재 대응에 대해 설명한다. 방재 대응은 합동 기자회견 외에도 관계 부처 재해경계회의 등에서의 발언이나 1주일 정도 기간 동안 내각특무대신 방재대신 등이 정기적으로 호소한다. 위의 발표는 상황에 따라 변하는 경우도 있다.
지진 발생 1주일 경과 후 방재담당대신 등은 후발지진 주의 기간이 종료했다고 발표한다. 하지만 이 기간은 사회가 받아들일 수 있는 한도에 따라 정해진 것으로 시간이 지나면서 확률은 내려가지만 대규모 후발지진의 발생 가능성이 없어진 것이 아니라는 점은 유의해야 한다.
과거 약 100여년간 세계적인 사례를 보면 규모 Mw7.0 이상의 지진이 발생한 후 7일 이내에 Mw8급 이상의 지진이 발생할 확률은 1/100 정도이며, Mw8.0 이상의 지진이 발생한 후 7일 이내에 Mw8급 이상의 지진이 발생할 확률은 1/10 정도이다. 또한 과거 약 100여년간 주의정보 조건을 만족하는 지진은 49회 발생했으므로 일본 기상청은 주의정보의 발신 빈도가 2년에 1번 정도로 예상된다고 밝혔다.

## 발표 사례
2025년 기준 현재까지 발표된 홋카이도·산리쿠 해역 후발지진 주의 경보는 없다.

## 같이 보기
- 난카이 해곡 지진 관련 정보